# Декларация о правах лиц, принадлежащих к национальным или этническим, религиозным и языковым меньшинствам
Декларация о правах лиц, принадлежащих к национальным или этническим, религиозным и языковым меньшинствам  принята без голосования резолюцией 47/135 Генеральной Ассамблеи ООН от 18 декабря 1992 года.
Кратко суть отражает следующее положение:
Статья 2.1 Лица, принадлежащие к национальным или этническим, религиозным и языковым меньшинствам (в дальнейшем именуемые лицами, принадлежащими к меньшинствам), имеют право пользоваться достояниями своей культуры, исповедовать свою религию и отправлять религиозные обряды, а также использовать свой язык в частной жизни и публично, свободно и без вмешательства или дискриминации в какой бы то ни было форме.
На данную декларацию ссылается Конвенция об обеспечении прав лиц, принадлежащих к национальным меньшинствам в своей преамбуле.
В пункте 24 Пояснительного доклада к конвенции на декларацию ООН ссылается и Рамочная конвенция о защите национальных меньшинств.